# Хосе Еварісто де Урібуру
Хосе́ Еварі́сто де Урібу́ру (ісп. José Evaristo de Uriburu; 19 листопада 1831 — 23 жовтня 1914) — аргентинський адвокат і політик. Займав посаду президента Аргентини з 23 січня 1895 по 12 жовтня 1898 року.

## Здобутки на посту президента
- Зміни національної конституції у 1898 році.
- Заснування національної лотереї (Lotería Nacional de Beneficencia).
- Заснування Національного музею мистецтв у Буенос-Айресі.
- Заснування Технічної школи Отто Краузе.

## Інші посади
- Федеральний суддя, Сальта (1872—1874)
- Депутат нижньої палати парламенту
- Міністр юстиції в уряді Бартоломе Мітре (1867).
- Сенатор від міста Буенос-Айрес (1901 — 1910)